# Cremació

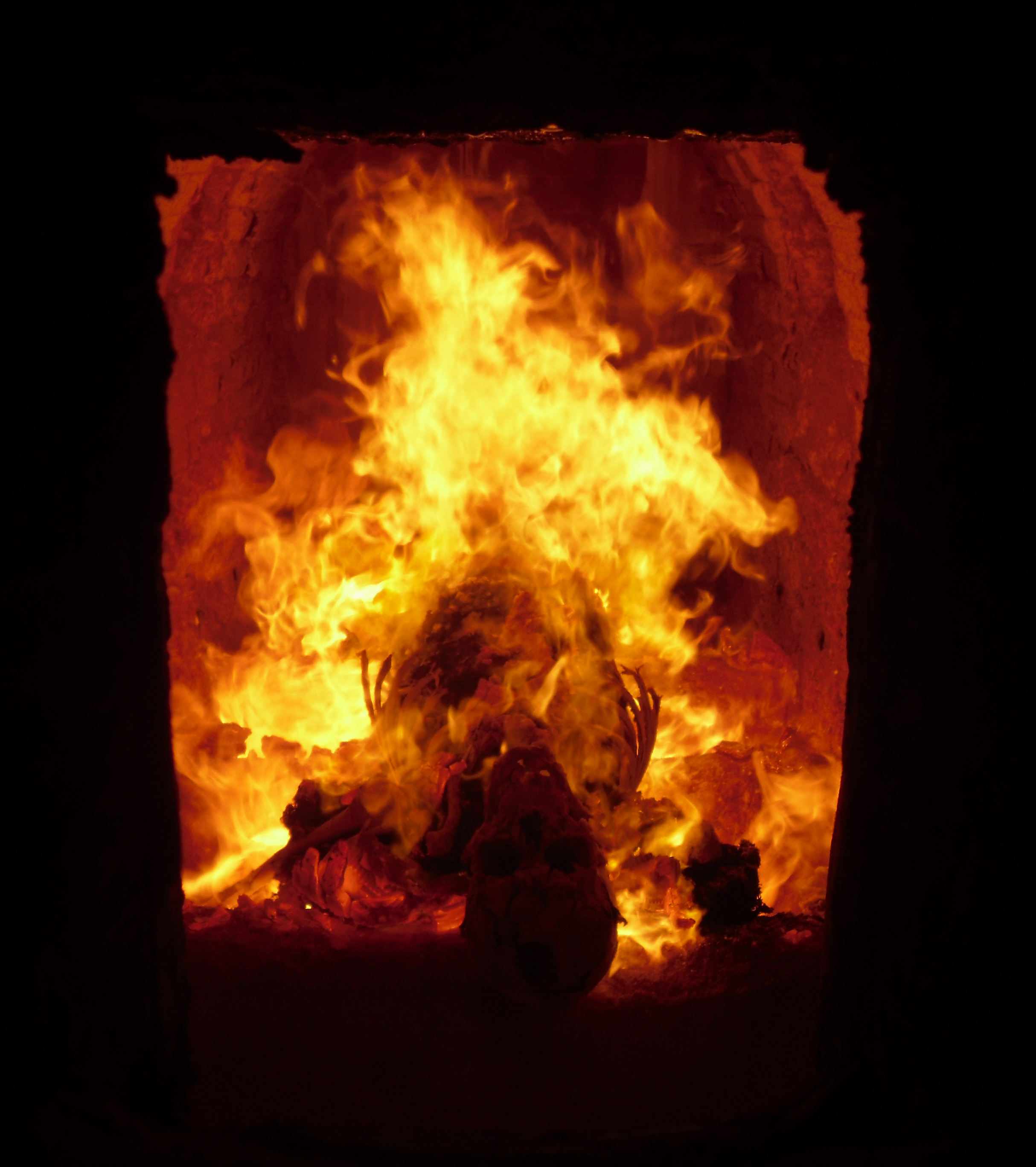
Cremació d'un cadàver (Alemanya)

La cremació és la conversió del cos inert d'una persona o un animal en components químics com gasos i fragments minerals a través d'un procés d'altes temperatures, vaporització i oxidació, que habitualment es duu a terme en un crematori. Juntament amb l'enterrament en sepultura, la cremació és una alternativa cada vegada més popular per a la disposició final d'un cadàver.
A diferència de la incineració, que es pot aplicar a qualsevol cosa, com per exemple als residus, el terme cremació s'utilitza per a referir-se exclusivament als cossos inerts.
Les restes incinerades (també coneguts com a "restes" o simplement "cendres"), que no constitueixen un risc per a la salut, poden ser enterrats o enterrats en llocs commemoratius o cementiris, o poden ser retinguts per familiars i dispersos de diverses maneres. La cremació és una alternativa en lloc de l'enterrament o altres formes d'eliminació en les pràctiques funeràries. Algunes famílies prefereixen tenir als difunts presents al funeral amb cremació a seguir; altres prefereixen que la cremació passi abans del funeral o servei commemoratiu.
En molts països, la cremació es fa generalment en un crematori. No obstant això, en el subcontinent indi, especialment a l'Índia moderna i al Nepal, es prefereixen diferents mètodes, com la cremació a l'aire lliure.

## Història
La cremació data d'almenys 42,000 anys enrere en el registre arqueològic, amb la Dama Mungo, les restes d'un cos parcialment cremat trobat en el Llac Mungo, Austràlia. Els fenicis alternaren la cremació amb altres mètodes, però van ser l'excepció en l'àmbit mediterrani. Per contra, la cremació va ser fomentada des dels inicis de l'hinduisme i del jainisme que va ser influït per aquest.
Els anglosaxons van practicar la cremació, de vegades com a part de l'enterrament al mar i d'altres a terra però en general el costum va decaure a l'edat mitjana per influència de les religions del llibre, que prescrivien la conservació dels cossos per a l'altra vida. Per això a Europa no es va començar a donar de forma massiva fins a finals del segle xix per motius higiènics (malalties i cadàvers) i espai als cementiris.